# Сент-Берніс (Індіана)
Сент-Берніс (англ. Saint Bernice) — переписна місцевість (CDP) в США, в окрузі Вермільйон штату Індіана. Населення — 595 осіб (2020).

## Географія
Сент-Берніс розташований за координатами 39°42′43″ пн. ш. 87°31′12″ зх. д. / 39.71194° пн. ш. 87.52000° зх. д. (39.711960, -87.520021).  За даними Бюро перепису населення США в 2010 році переписна місцевість мала площу 4,63 км², уся площа — суходіл.

## Демографія
Згідно з переписом 2010 року, у переписній місцевості мешкало 646 осіб у 252 домогосподарствах у складі 180 родин. Густота населення становила 139 осіб/км².  Було 291 помешкання (63/км²).
Расовий склад населення:
| - 98,8 % — білих - 0,5 % — корінних американців - 0,2 % — вихідців з тихоокеанських островів |

До двох чи більше рас належало 0,5 %. Частка іспаномовних становила 0,3 % від усіх жителів.
За віковим діапазоном населення розподілялося таким чином: 25,4 % — особи молодші 18 років, 60,4 % — особи у віці 18—64 років, 14,2 % — особи у віці 65 років та старші. Медіана віку мешканця становила 38,3 року. На 100 осіб жіночої статі у переписній місцевості припадало 98,8 чоловіків;  на 100 жінок у віці від 18 років та старших — 98,4 чоловіків також старших 18 років.
Середній дохід на одне домашнє господарство  становив 37 676 доларів США (медіана — 42 337), а середній дохід на одну сім'ю — 39 794 долари (медіана — 44 500). За межею бідності перебувало 12,7 % осіб, у тому числі 23,8 % дітей у віці до 18 років та 0,0 % осіб у віці 65 років та старших.
Цивільне працевлаштоване населення становило 100 осіб. Основні галузі зайнятості: науковці, спеціалісти, менеджери — 24,0 %, виробництво — 20,0 %, будівництво — 17,0 %, роздрібна торгівля — 16,0 %.